# Erinaceinae
Los erizos son mamíferos cubiertos de púas; pertenecen al orden Eulipotyphla, aunque antiguamente eran considerados del orden Insectívoro, hoy en día obsoleto. Hay un total de dieciséis especies de erizos divididas en cinco géneros; el único erizo que no pertenece a esos géneros es el erizo gigante o también conocido como Erethizontidae.
Los erizos habitan en Europa, Asia y África, también han sido introducidos en América, Nueva Zelanda y Australia, pero no hay erizos endémicos en Oceanía y en América. En España viven dos especies: el erizo europeo y el erizo moruno, pero en cautividad es muy frecuente el erizo orejudo. Los erizos no han cambiado mucho durante los últimos quince millones de años. Como muchos de los primeros mamíferos, han adoptado una vida principalmente nocturna y una alimentación insectívora.

## Características
El erizo es un mamífero insectívoro que mide aproximadamente 24 cm y pesa hasta 1½ kg. Tienen el lomo cubierto de púas y el resto cubierto de pelo marrón, negro o blanco. Son solitarios y territoriales. Suelen llevar a cabo un comportamiento llamado "ungimiento" que consiste en llenar objetos de saliva para marcarlos. Su gestación dura unos 35 días y paren de 2 a 5 crías, que destetan a las 6 semanas, Tiene un promedio de vida de unos 8 años.
Físicamente se caracterizan por sus púas, que son pelos huecos rellenos de queratina para darles rigidez. Las espinas no están afiladas como en el caso del puercoespín (no debe ser confundido con este) ni tampoco se desprenden con facilidad del animal. Sin embargo, durante el primer año de vida, los jóvenes sueltan sus espinas para reemplazarlas por las que tendrán siendo adultos. En períodos largos de estrés o bajo alguna enfermedad también pueden perderlas.
Tienen cinco dedos con uñas largas en las extremidades traseras, mientras que en las delanteras tienen cinco dedos con uñas cortas. Esto es debido a las costumbres excavadoras de los erizos. Solo los erizos de vientre blanco tienen cuatro dedos en las extremidades traseras.

## Historia natural
Cuando se ven amenazados, los erizos son capaces de enrollarse sobre sí mismos formando una bola de púas. La efectividad de esta habilidad depende del número de púas que posean. Por eso los erizos del desierto, que han evolucionado para ser menos pesados, prefieren huir o incluso atacar al intruso con sus púas que confiar en su defensa de enrollamiento. Los diferentes métodos de defensa llevan consigo diferentes especies de depredadores: mientras que los erizos de bosque no tienen excesivos depredadores, principalmente los búhos y los hurones, especies pequeñas como el erizo orejudo son presas de los zorros o los lobos. 
Todas las especies de erizo son principalmente nocturnas, aunque algunas pueden estar más activas de día que otras. Duermen durante gran parte del día entre la hierba o en agujeros en la tierra. Normalmente los erizos cavan madrigueras para protegerse. Todas las especies sufren épocas de letargo; algunos hibernan en invierno y otros estivan en verano, dependiendo de la especie, temperatura y abundancia de alimento.
Los erizos emiten una amplia gama de sonidos con los que comunicarse, desde gruñidos hasta fuertes chillidos. Son una especie muy sensible a los ruidos y movimientos bruscos. Cada vez que escuchan algún ruido diferente al que no estén acostumbrados se protegen con sus púas haciéndose una bola y emiten un sonido (como una respiración acelerada).
Todo el tiempo están olfateando y mueven la nariz de una manera muy particular (de un lado a otro).
Ocasionalmente los erizos realizan un ritual conocido como auto-ungimiento. Al percibir un olor nuevo el erizo correrá a su fuente, la olerá y la morderá. Después pegará la espuma olorosa de su boca en sus espinas con la lengua. La naturaleza de este comportamiento aún no está clara pero se especula con que pueda servir de camuflaje. Las crías realizan el auto-ungimiento incluso antes de abrir los ojos.[cita requerida]
Al igual que zarigüeyas, ratones y topos, los erizos tienen cierta inmunidad natural contra parte del veneno de serpiente a través de la proteína erinacina en el sistema muscular del animal, aunque sólo está disponible en pequeñas cantidades y una mordedura de víbora aún puede ser mortal. Además, los erizos son uno de los cuatro grupos de mamíferos conocidos con mutaciones que protegen contra otro veneno de serpiente, α-neurotoxina. Los jabalíes, los tejones meleros, las mangostas y los erizos tienen mutaciones en el receptor nicotínico de la acetilcolina que impiden la unión de la α-neurotoxina del veneno de serpiente, aunque estas mutaciones se desarrollaron por separado y de forma independiente.

### Sentido olfativo
Las regiones olfativas no se han estudiado a fondo en el erizo. En los mamíferos, la parte olfativa del cerebro está cubierta por neopalio, lo que dificulta su exposición. Esta dificultad no es insalvable, ya que varía de una especie a otra. Las pruebas han sugerido que los erizos comparten la misma actividad eléctrica que los gatos.

## Dieta
Aunque tradicionalmente clasificados en el ahora abandonado orden Insectívora, los erizos son omnívoros. Se alimentan de insectos, caracoles, ranas y sapos, serpientes, huevos de ave, carroña, setas, raíces de hierba, moras, melones y sandías. Las bayas constituyen una parte importante de la dieta de un erizo afgano a principios de la primavera después de la hibernación.[cita requerida]
Erizos que ingresan a zonas habitadas por humanos con gatos al aire libre se han observado alimentarse de las sobras de comida que los gatos dejan, que usualmente es a base de trigo y con alguna mezcla de pollo, pavo o pescado. Esto NO significa que sea el alimento indicado para erizos en cautiverio. [video:1]

## Hibernación
Durante la hibernación, la temperatura corporal de un erízo puede descender hasta unos 2 grados Celsius (35,6 °F). Cuando el animal despierta de la hibernación, la temperatura corporal aumenta de 2-5 grados Celsius (35,6-41,0 °F) a su temperatura corporal normal de 30-35 grados Celsius (86,0-95,0 °F).

## Reproducción y esperanza de vida
Dependiendo de la especie, el periodo de gestación es de 35-58 días. La camada media es de 3-4 recién nacidos para las especies más grandes y de 5-6 para las más pequeñas. Como ocurre con muchos animales, no es raro que un erizo macho adulto mate a los machos recién nacidos.
Los erizos tienen una vida relativamente larga para su tamaño. Las especies más grandes de erizos viven de 4 a 7 años en estado salvaje (se han registrado algunos de hasta 16 años), y las especies más pequeñas viven de 2 a 4 años (de 4 a 7 en  cautiverio), en comparación con un ratón a los 2 años y una rata grande a los 3-5 años. La falta de depredadores y una dieta controlada contribuyen a alargar su vida en cautividad (8-10 años dependiendo del tamaño).
Los erizos nacen ciegos, con una membrana protectora que cubre sus púas, que se seca y encoge en las siguientes horas. Las púas emergen a través de la membrana después de que el gorrino haya sido limpiado, o después de que la membrana se caiga.

## Predadores
Las diferentes especies son presas de diferentes depredadores: mientras que los erizos de bosque son presas principalmente de aves (especialmente búhos) y hurones, las especies más pequeñas como el  erizo de orejas largas son presas de zorros, lobos y mangostas.
Se han encontrado huesos de erizo en las egagrópilas del  búho real europeo.
En Gran Bretaña, el principal depredador es el tejón europeo. Las poblaciones de erizo europeo en el Reino Unido son más bajas en las zonas donde los tejones son numerosos, y las sociedades británicas de rescate de erizos no liberarán erizos en territorios conocidos de tejones. Los tejones también compiten con los erizos por la comida.

## Especies de erizos
- Género Atelerix
  - Atelerix albiventris
  - Atelerix algirus
  - Atelerix frontalis
  - Atelerix sclateri
- Género Erinaceus
  - Erinaceus amurensis
  - Erinaceus concolor
  - Erinaceus europaeus
  - Erinaceus roumanicus
- Género Hemiechinus
  - Hemiechinus auritus
  - Hemiechinus collaris
- Género Mesechinus
  - Mesechinus dauuricus
  - Mesechinus hughi
- Género Paraechinus
  - Paraechinus aethiopicus
  - Paraechinus hypomelas
  - Paraechinus micropus
  - Paraechinus nudiventris

## Como mascotas

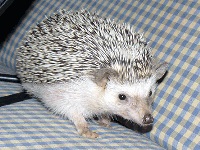
Erizo pigmeo africano doméstico

Algunas especies se vendían en las tiendas de animales como mascotas. En España, según normativa vigente y lo establecido en el artículo 2 del Real Decreto 630/2013, con fecha de entrada en vigor 2 de agosto de 2013, por el que se regula el Catálogo español de especies exóticas invasoras BOE: "queda prohibida la distribución de los Erizos Enanos Africanos "Atelerix albiventris" y sus híbridos, aplicándose también la prohibición genérica de su posesión, transporte, tráfico y comercio de ejemplares vivos o muertos, de sus restos o propágulos, incluyendo el comercio exterior". 
En relación con los animales de compañía adquiridos con anterioridad a la entrada en vigor de este real decreto, en la Disposición transitoria cuarta: "Animales de compañía, animales de compañía exóticos o domésticos, y animales silvestres en Parques Zoológicos", se establece que:
- Podrán ser mantenidos por sus propietarios, si bien, deberán informar, en el plazo máximo de un año, sobre dicha posesión a las autoridades competentes de las comunidades autónomas y ciudades de Ceuta y Melilla.
- Los propietarios deberán informar con carácter inmediato de la liberación accidental de estos ejemplares y no podrán comercializar, reproducir, ni ceder estos ejemplares.
Pueden convivir bien con otros animales como perros y gatos. No son difíciles de mantener, pero requieren algunos cuidados especiales debido a su sensibilidad a los cambios climáticos y su poca habilidad para adaptarse a espacios cerrados. La cría particular comenzó a principios de los años 80. Se considera que pueden llegar a vivir hasta ocho años, pero en España en la práctica son muy pocos los casos de erizos tan longevos, que suelen morir en realidad a los cuatro o cinco años.
La especie que se vende como mascota es el erizo pigmeo africano, híbrido del erizo africano (Atelerix albiventris) y el erizo moruno (Atelerix algirus). Este último es una especie autóctona española y está prohibido y penado tenerlo en cautividad, al igual que el erizo común (Erinaceus europaeus). Como mascota también encontramos el erizo egipcio u orejudo (Hemiechinus auritus), que poco a poco va siendo más común y es posible que pronto esté tan extendido como el africano.
Las dos especies requieren una temperatura constante de 25 a 27°C, por lo que en invierno es muy importante proporcionar un sistema de calefacción individual (no basta con la calefacción de casa). Si su temperatura corporal desciende demasiado puede tener una tentativa a hibernar, y al no ser especies preparadas para ello puede causarles la muerte.
Su alimentación debe basarse en pellets especializados para insectívoros, complementado con insectos, frutas y verduras. Se le debe controlar el alimento ya que pueden engordar y empeorar su calidad de vida. Lo que más les gusta comer son lombrices o tenebrios. Se les debe proporcionar su alimento una vez al día, preferiblemente en la tarde. Si al siguiente día no se han acabado esa comida, se les debe retirar hasta su próxima comida. 
En libertad los erizos recorren varios kilómetros al día, por lo que en cautividad requieren todo el espacio que sea posible. De no tenerlo comenzarán a estresarse y a ganar peso,lo que con el tiempo causará problemas hepáticos. Por tanto, una rueda como la de los hámsters pero de gran escala es una de las mejores formas de hacer que puedan ejercitarse y distraerse en su habitáculo. Para que una rueda sea adecuada deberá medir al menos 30 cm de diámetro y no tener barrotes que puedan amputar o herir sus patas.
Al tenerlos de mascota, al principio no están muy acostumbrados a que los toquen; poco a poco van identificando olores y se van adaptando al medio ambiente que le hayan proporcionado. No es necesario bañarlos, pero sí desinfectar su medio ambiente cada cierto tiempo o como lo vean necesario. Es bueno que, si tienen una jaula, se ponga algún material para que absorba sus desechos.